# Piper cornifolium
Piper cornifolium är en pepparväxtart som beskrevs av Carl Sigismund Kunth. Piper cornifolium ingår i släktet Piper och familjen pepparväxter. Inga underarter finns listade i Catalogue of Life.